# Pájaros de cuenta
Keep 'Em Flying (1941) es una película del género de comedia, protagonizada por Bud Abbott y Lou Costello y dirigida por Arthur Lubin.

## Argumento
Jinx Roberts (Dick Foran) es un piloto de acrobacias aéreas y sus ayudantes son Blackie (Bud Abbott) y Heathcliffe (Lou Costello). Los tres se despiden de la exhibición de acrobacias en el aire, pero tienen un desacuerdo en su trabajo. Jinx decide que debe unirse a la Academia de la Fuerza Aérea  por lo que decide ir a un club nocturno por última vez. Jinx se enamora de la cantante del club, Linda Joyce (Carol Bruce). Coincidentemente, se convierte en una anfitriona en la misma Academia que Jinx y su hermano, Jimmy (Charles Lang). Resulta que el instructor de Jinx, Craig Morrison (William Gargan), fue su copiloto en un avión comercial a principios de año, y los dos todavía mantienen la animosidad entre sí. Mientras tanto, Blackie y Heathcliffe se alistan en la Fuerza Aérea como miembros de la tripulación de tierra.
Jinx intenta ayudar a Jimmy y casi lo mata por accidente. Jinx es odiado por Linda por casi matar a su hermano y es dado de baja del cuerpo, junto con sus ayudantes Blackie y Heathcliffe (que fueron dados de baja por sus propias desgracias). A medida que se van, por desgracia de Craig salta del avión, y le queda su paracaídas atrapado en el extremo del avión que acaba de sal fuera de. El valiente Jinx viene en su rescate. Por sus acciones heroicas, fue restituido de nuevo en el cuerpo y volvió con Linda... Blackie y Heathcliffe continuarán teniendo problemas.

## Elenco
| Actor           | Rol                          |
| --------------- | ---------------------------- |
| Bud Abbott      | Blackie Benson               |
| Lou Costello    | Heathcliff                   |
| Martha Raye     | Gloria Phelps/Barbara Phelps |
| Carol Bruce     | Linda Joyce                  |
| William Gargan  | Craig Morrison               |
| Dick Foran      | Jinx Roberts                 |
| Charles Lang    | Jim 'Jimmy' Joyce            |
| William Forrest | Coronel                      |

## Enlace
- Oficial sitio web Abbott and Costello

- Datos: Q80509